# Ballybofey
Ballybofey (en irlandais : Bealach Féich, « route de Fiach ») est une ville du comté de Donegal en république d'Irlande.
Avec la ville voisine Stranorlar, elles forment une agglomération désignée par Ballybofey-Stranorlar. Les deux villes sont situées de part et d'autre du Finn (Ballybofey étant rive gauche), un affluent du fleuve Foyle.
D'après le recensement de 2011, les villes-jumelles Ballybofey-Stranorlar comptent 4 852 habitants.

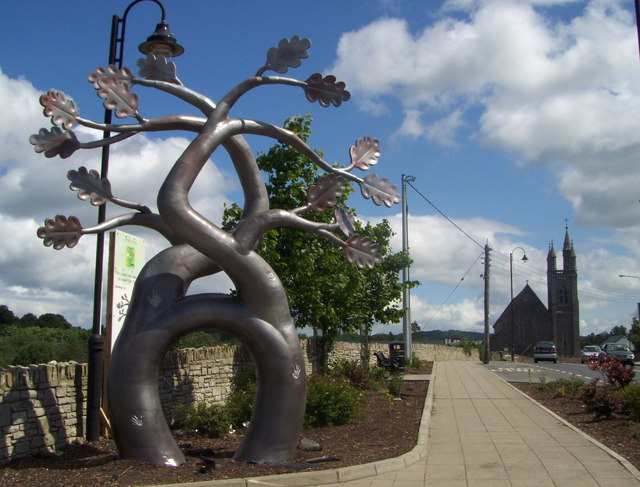
Sculpture sur le pont.
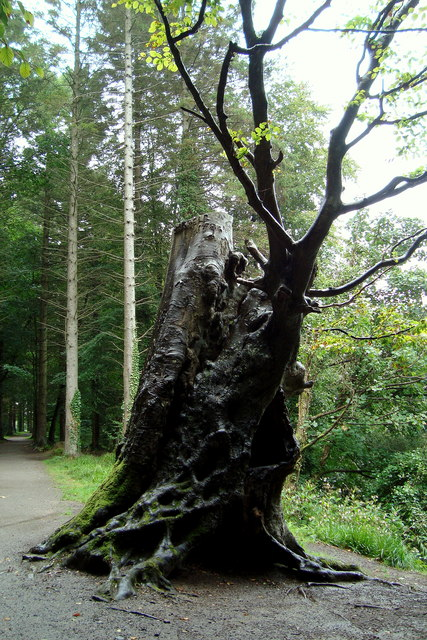
Souche de hêtre creux pouvant abriter une personne.
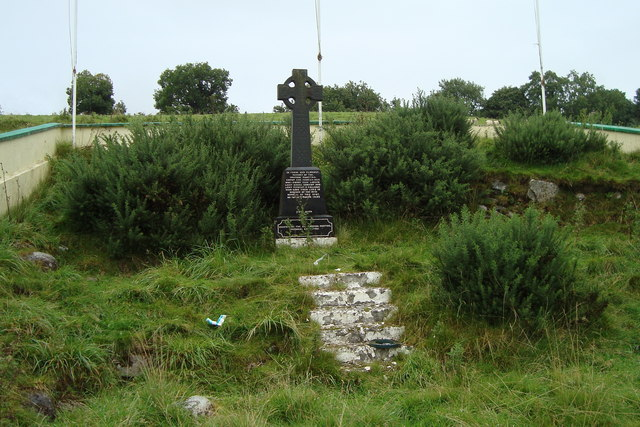
Monument à la  mémoire de la Guerre civile.
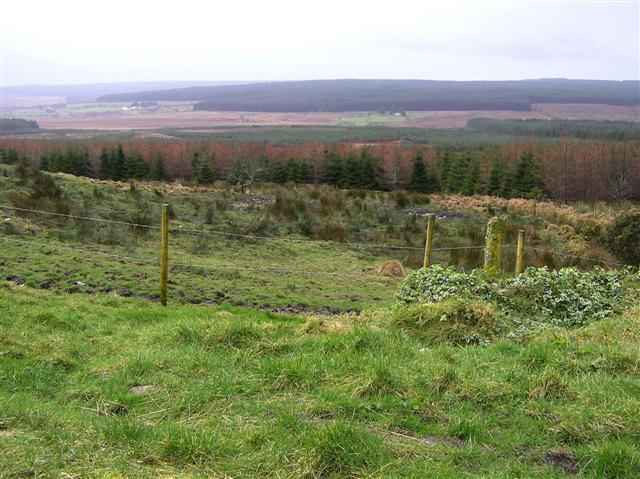
Taughboy townland.

## Personnalités locales
- Ernan McMullin, philosophe[2].

- Jason Quigley, boxeur[3],[4].

- Isaac Butt, né à proximité, à Glenfin, près de l'Isaac Butt Memorial Hall.
- Joseph Barclay Pentland, géographe, naturaliste[5].